# Crise de Tanger
La crise de Tanger est une crise internationale opposant en 1905 les puissances européennes au sujet de la colonisation du Maroc, qui sera réglée, dans un premier temps, par la conférence d'Algésiras et la démission, à la demande de l’Allemagne, de l’inamovible ministre français des Affaires étrangères, Théophile Delcassé. Elle est déclenchée par un discours de l'empereur Guillaume II à Tanger le 31 mars 1905, au cours duquel, s’opposant à l’instauration d'un équivalent de protectorat de la France sur le Maroc, celui-ci exige un État « libre et indépendant » afin de maintenir présents les intérêts allemands.
L’une des premières crises du début du XXe siècle, elle marque le début des tensions qui mèneront jusqu’à la Première Guerre mondiale et fut suivie de la crise d’Agadir en 1911.

## Contexte

### Un royaume chérifien mis sous influence
Depuis le début du XXe siècle, le Maroc fait l’objet de convoitises des différentes puissances impérialistes. La France, l’Espagne, le Royaume-Uni et l’Allemagne ont des visées sur le royaume chérifien.

### Lyautey et la dynamique de «pénétration pacifique»
En 1901, l’assassinat d’un négociant oranais sur la côte rifaine entraine l’intervention du ministre français des Affaires étrangères Théophile Delcassé. Un accord est conclu, qui autorise la France à « aider au maintien de l'ordre » l'administration marocaine dans les régions incontrôlées du Maroc oriental, surnommée les « confins algéro-marocains ». Profitant de l'accord, le nouveau gouverneur général de l'Algérie, Charles Jonnart, ordonne au colonel Lyautey, alors responsable du sud-oranais, de « pacifier » la frontière algéro-marocaine. Dès 1904, Lyautey n’hésite plus à pénétrer au Maroc, et lance de longues reconnaissances atteignant la Moulouya. Par exemple, en juillet 1904, Lyautey sur ordre de Jonnart occupe le petit poste de Ras al-Aïn, (à ne pas confondre avec la grande ville du centre du pays), dans une tactique d'expansion « en tache d'huile », déjà utilisée par Lyautey au Tonkin et lors de la conquête de Madagascar.
À la suite de l'abandon des visées françaises sur l’Égypte, où la France conservait de fortes positions économiques et financières, dont la présidence de la Compagnie du canal de Suez, Paris s'était assuré de la neutralité britannique. L’Espagne, qui espère beaucoup, temporise et fait traîner les négociations en longueur. C'est une erreur, car l’Entente cordiale du 8 octobre 1904 ne laisse à l’Espagne que la portion congrue : le nord (Ceuta et Melilla) et l’extrême-sud du Maroc.
Delcassé pense cependant avoir réglé la question marocaine. En 1905, un diplomate français part à Fès rencontrer le sultan et lui proposer l’aide de conseillers militaires et financiers afin de rétablir l’ordre dans le royaume. Le sultan Abd al-Aziz, bien qu’intéressé par les propositions de grands travaux et de réformes proposés, se doute que l’indépendance de son pays ne tardera pas à être remise en question. Ne pouvant plus s'appuyer sur Londres, il se tourne vers l’Allemagne, seule capable de contrecarrer les ambitions françaises.
Celle-ci gronde : l'empereur Guillaume II et le chancelier von Bülow protestent contre les ambitions de la France au Maroc. Conformément à sa nouvelle doctrine de Weltpolitik, l’Allemagne veut avoir sa part des conquêtes coloniales.

## Le discours de Tanger

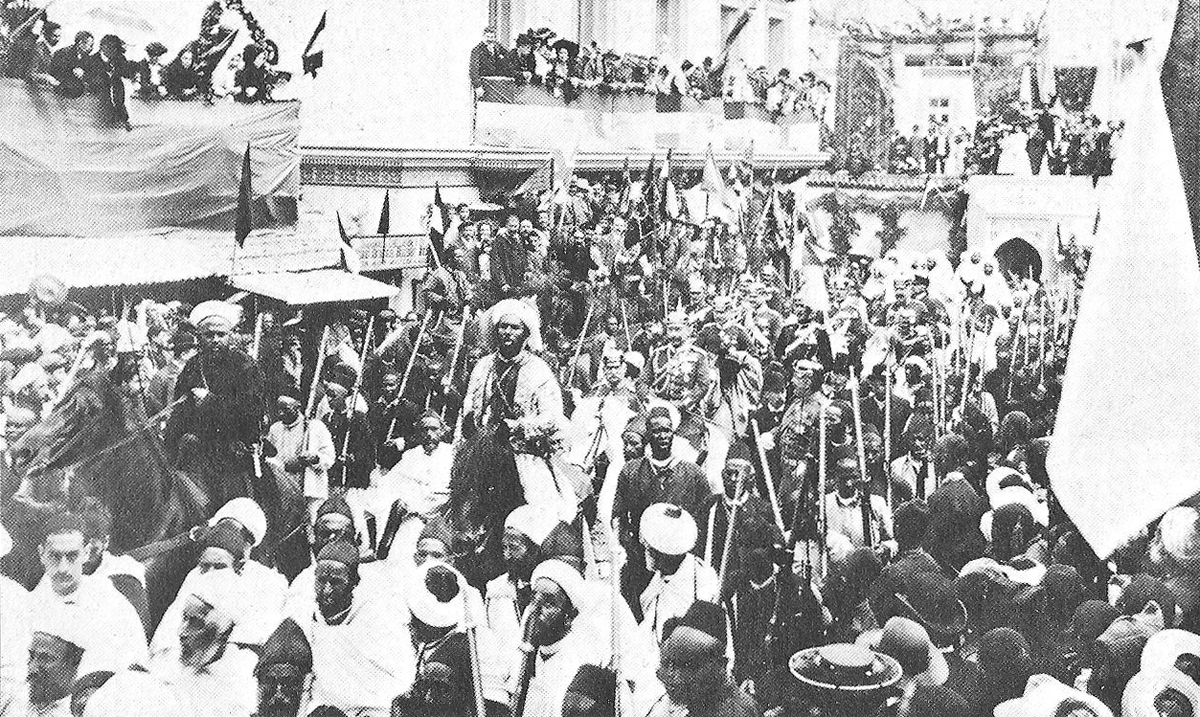
L'entrée de l'empereur Guillaume II à Tanger, le 31 mars 1905.

Quelques jours avant le discours, le 28 mars, Guillaume II embarque à Cuxhaven, à bord du Hamburg pour un périple à travers la Méditerranée. Von Bülow propose à Guillaume une escale à Tanger et déclare à propos de l'avancée de l'influence française : « Devant la série de provocations, il semble nécessaire de rappeler à Paris l'existence de l'empire allemand ».

Le 31 mars 1905, en vue de prévenir la mainmise de la France sur le Maroc, Guillaume II débarque théâtralement à Tanger, au nord du sultanat, traverse la ville à cheval, à la tête d'un imposant cortège, va à la rencontre du sultan Abd al-Aziz pour l’assurer de son appui et lui faire part de son désaccord face aux droits concédés à la France sur le Maroc. Il est prêt à entrer en guerre si la France ne renonce pas à ses ambitions marocaines. Il déclare : 
« J'espère que, sous la souveraineté chérifienne, un Maroc libre restera ouvert à la concurrence pacifique de toutes les nations, sans monopole et sans annexion, sur un pied d'égalité absolue. Ma visite à Tanger a pour but de faire savoir que je suis décidé à faire tout ce qui est en mon pouvoir pour sauvegarder efficacement les intérêts de l'Allemagne au Maroc. »
 L'intégralité du discours est retranscrite par l'agence de presse Havas et reçoit de ce fait un grand retentissement international. Le sultan Abd el-Aziz, impressionné par ce discours, décide de refuser toutes les réformes précédemment conseillées par le Ministre de France, Saint-René-Taillandier, présent à Tanger.
Devant les inquiétudes de l’état-major, le président du conseil français Maurice Rouvier préfère négocier, et finit par accepter la demande de réconciliation de l’Allemagne, dans un climat de revanchisme et de germanophobie aggravée. Ce « coup de Tanger » entraîne, à la demande de l’Allemagne, la démission du ministre français des Affaires étrangères, Théophile Delcassé.
Cependant, contrairement aux vœux de l’Allemagne, la crise n’est pas résolue par une négociation bilatérale entre les deux États, mais par la conférence internationale d’Algésiras, au cours de laquelle le Royaume-Uni, les États-Unis et l’Italie donnent raison à la France, contrairement à ce que l’Allemagne espérait. De leur côté, les alliés de l’Allemagne montrent qu’ils n’ont pas l’intention d’entrer en guerre. La réunion de la conférence d’Algésiras, six mois plus tard, constituait en elle-même une perte de crédibilité importante pour l’Allemagne, qui avait dans un premier temps menacé de faire la guerre et réduisait désormais considérablement ses prétentions.

## Conséquence de la crise

### Sur la politique internationale
L'extrême tension internationale induite par la crise pousse les grandes puissances à trouver une solution diplomatique qui s'incarnera dans la conférence d'Algésiras entre janvier et avril 1906, pour trouver un compromis négocié. Ce sommet à 13 États (12 États européens et les États-Unis) consacre le principe de la « porte ouverte », qui reconnait et légalise l'influence française tout en mettant à sa charge d'assurer l'égale et juste compétition économique entre les Puissances sur le territoire marocain.
Après ce règlement s'esquisse une relative détente franco-allemande, dont le réchauffement des relations accouche d'un accord commercial bilatéral sur le Maroc en février 1909.

### Sur le débat public en France et en Europe
La crise de Tanger, annonciatrice de la confrontation franco-allemande, a pour effet de réintroduire dans le débat public la question de la guerre, et marque une progression sensible des idées nationalistes dans le débat public en France. Cet effet dépasse de loin les cercles à proprement parler "nationalistes" et trouve un écho même auprès des dreyfusards pacifistes. Pour exemple, Charles Péguy, pourtant pacifiste, déclare dans Notre Patrie : 
"Tout le monde en même temps connut que la menace d'une invasion allemande est présente, qu'elle était là et que son imminence était réelle". 
L'écho est également considérable au Parlement français, où deux semaines après (le 19 avril) Théophile Delcassé est interpellé par Jean Jaurès, dans un réquisitoire sévère : 
"L'empereur d'Allemagne, par son voyage à Tanger, a signifié qu'il n'acceptait pas les prétentions de votre politique au Maroc, ni les conséquences de cette politique. Il a signifié qu'il ne se considérait pas comme tenu par les conséquences que vous prétendez déduire d'un accord franco-anglais qui ne lui a pas été officiellement notifié et sur lequel il n'avait pas été appelé, quoique représentant d'une nation qui a avec le Maroc des relations importantes, à donner son assentiment et à préciser ses conditions". 
Le crise entraine peu après la démission de Delcassé.
Charles Maurras revient sur l'échec de la diplomatie française lors de cette crise dans son livre Kiel et Tanger publié en 1910.